# كايو سيزار
كايو سيزار (بالبرتغالية: Caio César da Silva Silveira‏) هو لاعب كرة قدم برازيلي في مركز الوسط، ولد في 27 يوليو 1995 في ساو فيسنتي، ساو باولو في البرازيل. لعب مع كاواساكي فرونتال.

## وصلات خارجية
- كايو سيزار على موقع رابطة كرة القدم اليابانية للمحترفين (اليابانية)
- كايو سيزار على موقع قاعدة بيانات كرة القدم.إي يو (الإنجليزية)
- كايو سيزار على موقع Soccerway.com (الإنجليزية)
- كايو سيزار على موقع عالم كرة القدم.نت (الإنجليزية)